# Teodoro García Egea
Teodoro García Egea (Cieza, 27 de enero de 1985) es un ingeniero y político español, que ha sido diputado del Congreso de los Diputados y secretario general del Partido Popular desde julio de 2018 hasta febrero de 2022. Ha sido diputado por Murcia en el Congreso en la x, xi, xii, xiii y xiv legislaturas.

## Biografía
Ingeniero de Telecomunicación y doctor ingeniero por la Universidad Politécnica de Cartagena, su actividad investigadora se centra en el procesado de señal cerebral, el control, la automática y las redes inalámbricas. También realizó estudios en marketing político y gestión de proyectos por la Universidad George Washington así como un programa de liderazgo de gestión pública en la IESE Business School. Es profesor asociado del Grado Ingeniería de Telecomunicación en la UCAM.

### Carrera política
A nivel político, fue concejal en el Ayuntamiento de Cieza (2007-2009) —donde se proclamó campeón del mundo en lanzamiento de hueso de oliva en 2008—, director de la Agencia de Gestión de la Energía de la Región de Murcia, secretario de área de tecnología del PP de la Región de Murcia y vicesecretario de formación de Nuevas Generaciones de la Región de Murcia. En enero de 2012 accedió al Congreso en sustitución de Jaime García-Legaz y fue reelegido en 2015 y 2016.

#### Secretario general del Partido Popular
El 26 de julio de 2018 Pablo Casado, presidente del Partido Popular, lo nombró secretario general del partido en sustitución de María Dolores de Cospedal, después de haber sido el director de su campaña en las primarias. Renovó su escaño de diputado en las elecciones generales de abril de 2019 y noviembre de ese mismo año.
Como secretario general, se vio envuelto en las críticas que Cayetana Álvarez de Toledo, hasta ese momento portavoz de los populares en el Congreso de los Diputados, vertió sobre diversos dirigentes del partido. Entre sus medidas más polémicas estuvo la presión a Isabel Bonig, presidenta de los populares valencianos hasta mayo de 2021, para sustituirla por el presidente de la Diputación de Alicante y cercano suyo, Carlos Mazón, o el enfrentamiento con el presidente de la Junta de Andalucía, Juanma Moreno Bonilla, a propósito de la reelección de Virginia Pérez como presidenta del PP de Sevilla, contra la opinión del presidente, cuyo entorno denunció fraude en el proceso. La ruptura se manifestó en la ausencia del líder regional en la proclamación de la candidata de Génova.
A mediados de marzo de 2021 consiguió evitar el triunfo de la moción de censura al presidente regional murciano, Fernando López Miras; logró que tres de los diputados de Ciudadanos votaran en contra de la iniciativa, así como otros tres diputados escindidos del grupo parlamentario de Vox. Las negociaciones concluyeron con una consejería para estos últimos y el mantenimiento de la cuota de poder de los tránsfugas liberales.
Se vio obligado a dimitir como secretario general el 22 de febrero de 2022, tras perder el apoyo de los líderes territoriales del PP durante la crisis que dicho partido vivió esos días.
El 17 de marzo de 2023 renunció a su acta de diputado, afirmando que abandonaría la política, lo que significará su primera incursión en el sector privado.